# Wapenstok

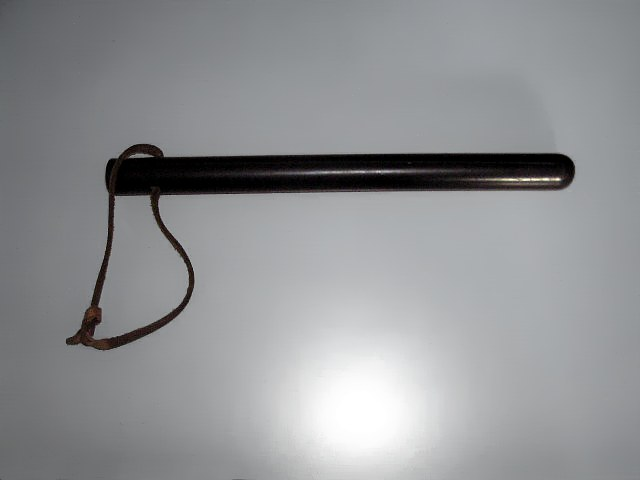
Gummiknuppel

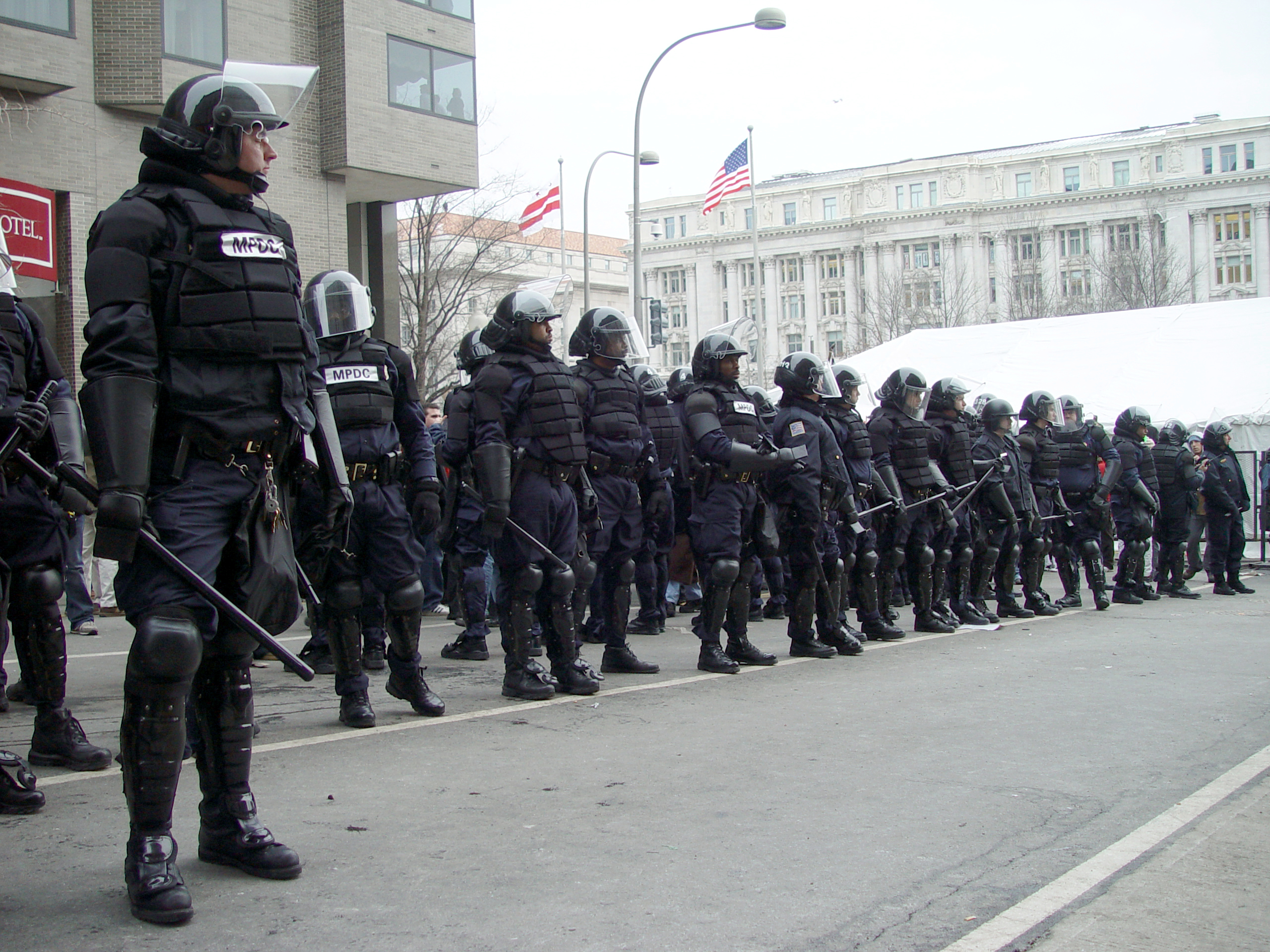
Oproerpolitie met wapenstokken

Een wapenstok (in België ook wel matrak genoemd) is een stok die vooral gebruikt wordt door de politie om mensen die aanwijzingen niet opvolgen uiteen te drijven, of om naar een bepaalde plek toe te drijven.
Een 'gummiknuppel' bestaat overwegend uit eboniet (hardrubber). Het laat bij een juist gebruik op het lichaam van de getroffene weinig tot geen sporen na.

## Nederland
Onderscheiden worden de korte wapenstok, de lange wapenstok en de uitschuifbare wapenstok. De korte wapenstok wordt bij de Nederlandse politie in de broekspijp gedragen en is dus niet langer dan het dijbeen. Sinds juli 2018 worden alle bewapende politiemedewerkers uitgerust met een uitschuifbare wapenstok, een EKA 51 CamLock van de Duitse fabrikant Bonowi, die grotendeels van staal is. Deze wapenstok weegt bijna 540 gram en is 51 cm lang. Hij is daarmee langer en zwaarder dan de vorige wapenstok van rubber. De stok wordt niet in de broek geborgen maar in een foedraal aan de koppelriem gedragen.
In Nederland vallen wapenstokken in categorie IV van de Wet wapens en munitie: dragen in het openbaar is zonder vergunning verboden.

## België
In België is zowel het bezit, het vervoer als het dragen van een wapenstok zonder vergunning behoudens enkele uitzonderingen verboden.